# بيرسيفال غوردون
بيرسيفال غوردون هو قاضي كندي، ولد في 27 يناير 1884 في Qu'Appelle, Saskatchewan ‏ في كندا، وتوفي في 6 أبريل 1975.